# المرسكاوي
المرسكاوي هو نوع من الموسيقى الشعبية الليبية المنتشرة في الشرق الليبي, وتحديدا في بنغازي والبيضاء ودرنة.

## منشأ المرسكاوي
يسود الإعتقاد في ليبيا بأن منشأ المرسكاوي هو مدينة مرزق الواقعة جنوب ليبيا, وأن إسمه تحول من مرزقاوي الي مرسكاوي, وممن يدعمون هذا الاعتقد هو الفنان الليبي الراحل محمد مرشان. هناك رأي أخر في أصل المرسكاوي يعتقد به الباحث الليبي طارق الحاسي , حيث يقول الحاسي أن أصل المرسكاوي هو من الأندلس وبرر هذا الرأي بعدة أسباب: أولها التشابه بين مكونات المرسكاوي والموسيقي الأندلسية, وثانيها: هو التشابه بين كلمة مرسكاوي والموريسكيين, وهم مسلموا الأندلس الذين فروا الي شمال افريقيا بعد سقوط الأندلس. فكلمة مرسكاوي هي في الأصل «موريسكاوي», و هي تعني موريسكي باللهجة الليبية.

### مكونات المرسكاوي
أغاني المرسكاوي كانت تؤدى عبر لحن محلي علي مقام متعارف عليه، وقد تميز المرسكاوي بعنصرين غير عضويين يدخلان في تركيبته أولهما ما يشبه الموال العربي في المقدمة مصحوبا بموسيقى الديوان –(السلم الذي يبنى عليه المتن الأساسي) - وفيه يتم التهيئة للمغني للدخول في الاغنية، وثانيهما ما يطلق عليه شعبيا «التبرويلة» وهي حركة سريعة عند نهاية الاغنية تكون في الديوان الأصلي لللاغنية وكلماتها أو في ديوان مغاير، لكن لها ايقاع رقصي يوصل الي التسليم النهائي للاغنية.

#### مشاهير المرسكاوي
ومن مشاهير مغني هذا الفن في ليبيا وهم من مدينة بنغازي : على الجهاني وشهرته (علي ويكة)، عبدالجلبل القندوز وشهرته (عبد الجليل الهتش)، خديجة الفونشة وشهرتها (وردة الليبية)،
السيد بومدين وشهرته (شادي الجبل)، إبراهيم الصافي، احميدة بونقطة ، و مهدي البرعصي ..